# Isola Gallipolis
L'isola Gallipolis è un'isola fluviale della Virginia Occidentale, Stati Uniti d'America

## Geografia
Gallipolis è un'isola che si trova nel Fiume Ohio, di fronte alla città di Gallipolis, in Ohio.
L'isola fino al 2004 apparteneva all'omonima città, nonostante rientrasse nei confini della Virginia Occidentale.
In quell'anno il Dipartimento statunitense per la Pesca e la Natura ha acquistato l'isola per 7200 $ con l'obiettivo di salvagurdarne la flora e la fauna. Ora l'isola Gallipolis fa parte del Rifugio nazionale per la fauna selvatica delle isole del fiume Ohio.